# Pyrgotina tipuloides
Pyrgotina tipuloides är en tvåvingeart som först beskrevs av Friedrich Georg Hendel 1914.  Pyrgotina tipuloides ingår i släktet Pyrgotina och familjen Pyrgotidae. Inga underarter finns listade i Catalogue of Life.